# Bollen (Achim)
Bollen ist eine niedersächsische Ortschaft an der Weser kurz vor der Landesgrenze zu Bremen. Am 1. Juli 1972 wurde Bollen in die Stadt Achim im Landkreis Verden eingegliedert.
Bollen hat rechts der Weser eine Fläche von 406,4 ha; links der Weser befinden sich das Boller Holz (78,4 ha) und die Boller Weide (40,8 ha), die nicht zur Stadt Achim gehören. Die Ortschaft liegt an der Kreisstraße 1, die nach Mahndorf (Bremen) führt. 2 km nördlich verläuft die Bundesautobahn 1.

## Geschichte

### Ortsname
In einem Mittelniederdeutschen Wörterbuch heißt es unter „bolle“: „alles was von runder, knopf- oder kugelähnlicher Gestalt ist“. Der Name Bollen könnte also gedeutet werden als „Siedlung auf Hügel(n)“. August Freudenthal schreibt in seinen Heidefahrten im Jahr 1892 über die „geräumigen Hofstätten, die der Hochwassergefahr wegen meistens auf erhöhten Wurten oder ‚Bulten’ liegen, denen der Ort vielleicht seinen Namen verdankt.“ Tatsächlich sind nahezu alle alten Bollener Hofstellen auf Hügeln oder Wurten gebaut, um sich vor Überflutungen bei Weser-Hochwasser zu schützen. Erst in den 1960er Jahren wurden die Deiche stark erhöht und die Sicherheit des Dorfes entscheidend verbessert.

### Erste urkundliche Erwähnung

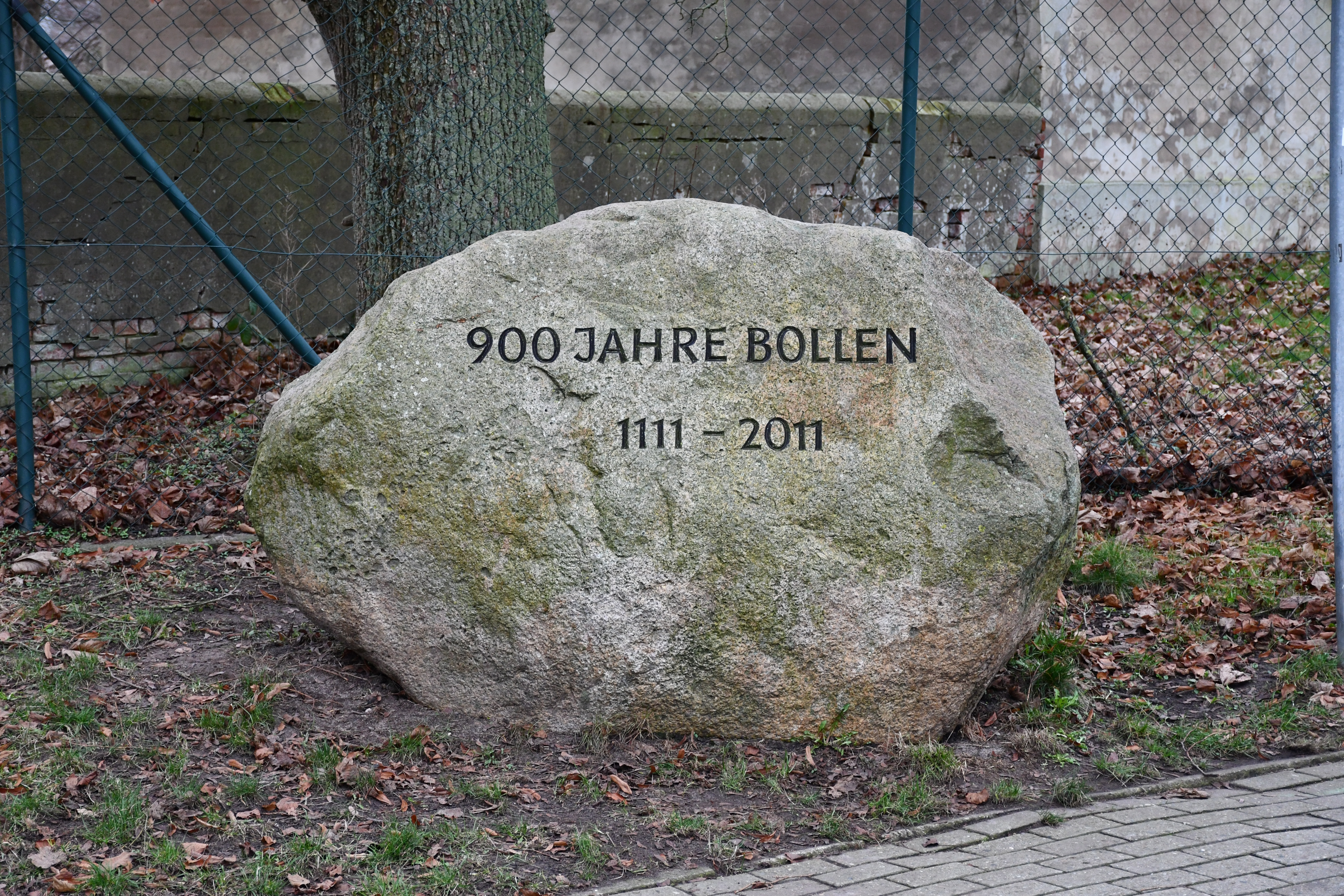

Bollen gibt es seit mehr als 900 Jahren. In einer nicht mehr genau zu datierenden Urkunde aus den Jahren vor 1110 oder 1111 wird Bollen im Zusammenhang mit einem Güteraustausch zum ersten Mal urkundlich erwähnt. Aus diesem Anlass wurde 2011 ein Dorffest zum 900-jährigen Jubiläum gefeiert und ein großer Gedenkstein am Eingang des Dorfes eingeweiht.

### Gogericht/Kreis
Verwaltungsmäßig gehörte Bollen – wie die anderen Gemeinden des Kirchspiels Arbergen – zum Gogericht Achim. Seit dem 13. Jahrhundert gab es „die Gow zwischen Langwedel und Bremen“; seit etwa 1600 von dem Gografen Lüder Clüver in „Gohgericht Achim“ umbenannt. Bis 1932 gehörten die Ortschaften des Kirchspiels Arbergen zum Kreis Achim, ab 1. Oktober 1932 zum neu gestalteten Kreis Verden. Die Gemeinden Hemelingen, incl. Arbergen, das bereits am 1. April 1929 nach Hemelingen eingemeindet wurde, und Mahndorf wurden durch Gebietsaustausch am 1. November 1939 an die Freie Hansestadt Bremen abgetreten. Bollen und Uphusen blieben Bestandteil des Kreises Verden.

### Aufgabe der Selbständigkeit
Jahrhundertelang war Bollen eine selbständige Gemeinde mit z. B. einem eigenen Gemeinderat, eigenem Bürgermeister, eigenen Steuereinnahmen, eigenem Haushaltsrecht und einer eigenen Schule. Erst am 1. Juli 1972 verlor Bollen seine Eigenständigkeit als politische Gemeinde und schloss sich mit Baden, Bierden, Embsen, Uesen und Uphusen der Stadt Achim an.
Seitdem gibt es für Bollen einen „Ausschuss für Angelegenheiten der Ortschaft Bollen“, der nach den Stimmenanteilen im Achimer Stadtrat von diesem besetzt wird. Der Ortsausschuss-Vorsitzende wird aus dem Achimer Stadtrat zugeteilt. Er muss nicht in Bollen wohnhaft sein.
Darüber hinaus gibt es in Bollen einen Ortsvorsteher, der von der Partei gestellt wird, die bei der Kommunalwahl die meisten Stimmen erhalten hat. Seit dem 1. November 2001 ist der Ortsausschuss-Vorsitzende Bernd Junker (SPD), der Ortsvorsteher Heiko Distler (SPD). Beide wurden nach den Wahlen 2006 und 2011 in ihren Ämtern bestätigt.

### Einwohnerentwicklung
Bollen war bei dem Zusammenschluss die kleinste der zusammengeschlossenen Gemeinden (Stand am 27. Mai 1970: 196 Einwohner).
Bollen hat seinen dörflichen Charakter erhalten. Nach einer Volkszählung vom 19. Oktober 1757 hatte Bollen 150 Einwohner. Nach dem Krieg stieg die Einwohnerzahl durch Vertriebene und Flüchtlinge auf fast das Doppelte der Vorkriegszeit – 1939 waren es 196, am 1. Dezember 1949 waren es 384 Einwohner (davon 192 Einheimische und 192 Vertriebene) – um sich dann 1960 mit 257 und 2012 mit 214 ungefähr wieder auf das alte Maß einzupendeln. In anderen Gemeinden sind die Bevölkerungszahlen stark angestiegen, in Bollen hingegen stabil geblieben.
Die Zahl der Wohnhäuser stieg von 1780 in 150 Jahren bis 1930 lediglich von 33 auf 39. Nach dem Krieg wurden 44 Wohnhäuser gezählt, 1963 noch 41. In den 1960er Jahren wurden auf dem Bollener Esch im Zuge von Deichsicherungsmaßnahmen drei Häuser abgerissen, im Dorf wurden sechs neue Häuser gebaut, so dass die Nachkriegszahl von 44 Wohnhäusern 1971 wieder erreicht wurde. In den 1970er (13 neue Häuser) und 1990er Jahren (17 neue Häuser) gab es für Bollener Verhältnisse einen regelrechten Bau-Boom. Die Bebauung und Dorfentwicklung blieb insgesamt jedoch moderat.
In der folgenden Übersicht werden ab 1971 nicht die abgerissenen und ersetzten Häuser gezählt, sondern lediglich neu dazugekommene Häuser. In einigen alten Häusern wurden zusätzliche Wohnungen geschaffen, die hier nicht hinzugezählt wurden.
Entwicklung der Wohngebäude- und Einwohnerzahlen
(Jahr – Anzahl der Wohngebäude – Einwohner)
- 1535 – 15 steuerpflichtige Hofstellen
- 1583 – 21 steuerpflichtige Hofstellen
- 1602 – 22 steuerpflichtige Hofstellen, 71 Personen über 14 Jahre
- 1647 – 19 steuerpflichtige Hofstellen
- 1686 – 24 steuerpflichtige Hofstellen
- 1753 – 30 Feuerstellen (Dorf: 29, Grummenstreek: 1) 1757: 150 Einwohner
- 1780 – 33 Häuser, 29 Nebengebäude, 1786: 199 Einwohner
- 1823 – 31 Feuerstellen (Dorf: 28: Esch: 2, Grummenstreek: 1) 1823: 220 Einwohner (Dorf: 200, Esch: 13, Grummenstreek: 7)
- 1852 – 39 Wohngebäude, 285 Einwohner
- 1861 – 42 Wohngebäude (Dorf: 36, Esch: 5, Grummenstreek: 1), 285 Einwohner (Dorf: 251, Esch: 30, Grummenstreek: 4)
- 1875 – 39 Wohngebäude, 41 Haushalte, 1. Dezember 1875: 220 Einwohner
- 1900 – 37 Wohngebäude, 197 Einwohner
- 1930 – 39 Wohngebäude, 248 Einwohner
- 1933 – 196 Ortsanwesende
- 1939 – 196 Einwohner
- 1946 – 1. Oktober, 356 Einwohner (davon 181 Flüchtlinge)
- 1948 – 1. Dezember, 373 Einwohner (davon 194 Flüchtlinge)
- 1949 – 1. Dezember, 384 Einwohner (davon 192 Flüchtlinge)
- 1950 – 44 Normalwohngebäude, 49 Normalwohnungen, 94 Privathaushalte, 351 Einwohner (davon 147 Vertriebene), 7,16 Personen je Wohnung, 1,92 Privathaushalte je Wohnung
- 1954 – 1. Januar 1954: 289 Einwohner (davon 90 Vertriebene)
- 1956 – 43 Normalwohnungen, 1. Januar 1956: 282 Einwohner (davon 77 Vertriebene)
- 1959 – 42 Wohngebäude, 1. Januar 1958: 245 Einwohner
- 1961 – 60 Wohnungen, 61 Privathaushalte, 6. Juni 1961: 232 Einwohner, 3,73 Personen je Wohnung
- 1963 – 41 Wohngebäude, 214 Einwohner
- 1971 – 44 Wohngebäude, 197 Einwohner
- 1980 – 57 Wohngebäude
- 1990 – 59 Wohngebäude
- 2000 – 76 Wohngebäude
- 2012 – 78 Wohngebäude, 214 Einwohner

Bis zum 1. Januar 1977 gab es in Bollen eine laufende Nummerierung der Hausnummern. Die letzte vergebene Haus-Nummer war die Nr. 51. Am 1. Januar 1977 wurden in Bollen Straßennamen eingeführt Es gibt nun: Bollener Landstraße, Bollener Dorfstraße, Bollener Deich und Bornweg.

### Sozialstruktur und Machtverhältnisse
Jahrhundertelang gab es in Bollen 11 Bauleute und 14 Kötner (Besitzer einer Kate); ab 1717 sind die ersten Brinksitzer nachweisbar, ab etwa 1830 die ersten Anbauer. 1852 gab es 11 Bauleute, 14 Kötner, 5 Brinksitzer und 5 Anbauer. Es gab einige wenige Handwerker – meistens hatten sie auch eine kleine Landwirtschaft und den Status eines Anbauern – und Häuslinge (Familien ohne eigenes Haus oder Land, heute würde man „Mieter“ sagen). In der Volkszählung von 1852 wurden 7 Häuslinge, 1 Lehrer und 2 Hirten ausgewiesen.
Aufgrund der geringen Größe der Gemeinde wurden alle wichtigen Entscheidungen bis zum Sturz des Kaisers 1918 in Gemeindeversammlungen gefällt. Stimmberechtigt waren nur die Männer. Dabei hatten die Männer entsprechend ihrer sozialen Gewichtung unterschiedlich viele Stimmen. Die reichen Bauern, die Bauleute, hatten die meisten Stimmen und damit auch die Macht, Entscheidungen zu treffen. In einer Gemeindeversammlung vom 2. April 1864 heißt es: „Man kam darin überein, daß in gewöhnlicher Weise die Stimmen abgegeben werden sollten, so dass ein Baumann 42, ein Kötner 6, ein Brinksitzer 3 und ein Anbauer und Häusling 1 Stimme haben sollte.“
In der Gemeindeversammlung vom 28. Januar 1879 wurden die Stimmenverhältnisse nach den gezahlten direkten Steuern festgelegt:
- I. Classe von 200 Mark und darüber 40 Stimmen
- II. Classe von 100 Mark bis 200 Mark 25 Stimmen
- III. Classe von 40 Mark bis 100 Mark 15 Stimmen
- IV. Classe von 20 Mark bis 40 Mark 6 Stimmen
- V. Classe von 10 Mark bis 20 Mark 4 Stimmen
- VI. Classe von 5 Mark bis 10 Mark 2 Stimmen
- VII. Classe bis 5 Mark incl. 1 Stimme

Bis zum Sturz des Kaisers im Jahr 1918 blieben die Machtverhältnisse nahezu unverändert. Erst in der Weimarer Republik erhielten alle Bürgerinnen und Bürger gleiches Wahlrecht: eine Stimme für jeden Wahlberechtigten.
Obwohl bereits zur Wahl der Nationalversammlung am 2. Januar 1919 das allgemeine und gleiche Wahlrecht bestand, und obwohl es noch die Wahl zum Preußischen Landtag am 26. Januar 1919 und die Gemeinderatswahlen am 2. März 1919 gab, und die Weimarer Verfassung am 11. August 1919 in Kraft trat, vermeldet das Bollener Protokollbuch, dass in einer Gemeindeversammlung vom 15. August 1919 mit den alten Stimmverhältnissen ein Mitglied und ein Stellvertreter für eine Einkommensteuer-Voreinschätzungskommission gewählt wurden.
Beispielhafte Stimmenverteilung: Lür Ellmers (Baumann, Nr. 2) = 40 Stimmen, Hinrich Ellmers (Baumann, Nr. 3) = 40 Stimmen, Hinrich Meinken (Baumann und Ziegeleibesitzer, Nr. 11) = 25 Stimmen), Dietrich Warnken (Baumann, Nr. 9) = 20 Stimmen … Hermann Vagt (Kötner, Nr. 21) = 15 Stimmen, Johann Tietjen (Brinksitzer, Nr. 31) = 15 Stimmen… Brüne Gerken (Kötner und Gastwirt, Nr. 25) = 6 Stimmen… Johann Puvogel (Anbauer, Nr. 39) = 2 Stimmen, Johann Garlich (Anbauer, Nr. 35) = 2 Stimmen…
Die Anwesenheit von Frauen ist im Protokollbuch nicht vermeldet. Eigentlich hätten die Frauen das Recht auf Teilnahme und bereits alle das gleiche Stimmrecht gehabt. Nachdem reichsweit bereits am 2. März 1919 kommunale Gemeindeparlamente gewählt worden waren, wurde am 18. Oktober 1919 auch in Bollen ein neunköpfiger Gemeindeausschuss gewählt.

## Politik

### Gemeindevorsteher, Bürgermeister, Ortsvorsteher
Jahrhundertelang wurde der Gemeindevorsteher aus der im Dorf sozial mächtigsten Schicht, den Bauleuten, gewählt. In Bollen wechselte der Gemeindevorsteher etwa alle fünf Jahre. 1874 wurde zum ersten Mal mit Hinrich Meyer ein Kötner in eine politische Funktion gewählt. Er wurde Beigeordneter (das war der Stellvertreter des Gemeindevorstehers). Er übte diese Funktion aus, bis er 1877 zum Gemeindevorsteher gewählt wurde.
- 1877–1907 Gemeindevorsteher Hinrich Meyer (Kötner, Bollen Nr. 13)
Am 12. Oktober 1903 erhielt der Bollener Hinrich Meyer vom preußischen König das „Allgemeine Ehrenzeichen“ für seine 25-jährige Gemeindevorsteherzeit. Der Text: Auf Befehl seiner Majestät des Königs bezeugt die Generalkommission in Angelegenheiten der Königlich Preußischen Orden hierdurch, dass seine Majestät dem Gemeindevorsteher Hinrich Meyer zu Bollen im Kreise Achim das Allgemeine Ehrenzeichen zu verleihen geruht haben. Zur Beglaubigung ist dieses Zeugnis unter unserer Unterschrift und Siegel ausgefertigt worden.
- 1907–1919 Gemeindevorsteher Hinrich Ellmers (Baumann, Bollen Nr. 3)
- 1919–1922 Gemeindevorsteher Dettmer Meier (Baumann, Bollen Nr. 10)
- 1922–1933 Gemeindevorsteher Hermann Vagt (Kötner, Bollen Nr. 21)
- 1933–1971 Bürgermeister Hermann Reiners (Kötner, Bollen Nr. 17)
- 1971–1972 Bürgermeister Erich Warnken (Baumann, Bollen Nr. 9)
- Aufgabe der Selbständigkeit zum 1. Juli 1972
- 1972–1976 Ortsausschuss-Vorsitzender Hinrich Lueßen (nicht aus Bollen, CDU), Ortsvorsteher Friedrich Helmers, Bollen Nr. 27 (CDU)
- 1976–1986 Ortsausschuss-Vorsitzender Paul Schwittek (nicht aus Bollen, CDU), Ortsvorsteher Henry Tietjen, Bollener Dorfstr. 70 (CDU), beide amtierten zwei Wahlperioden
- 1986–1991 Ortsausschuss-Vorsitzender und Ortsvorsteher Heiko Distler, Bollener Dorfstr. 60 A (SPD)
- 1991–1996 Ortsausschuss-Vorsitzende Ilse Rüggebrecht-Hesse (nicht aus Bollen, Grüne), Ortsvorsteher Heiko Distler, Bollener Dorfstr. 60 A (SPD)
- 1996–2001 Ortsausschuss-Vorsitzender Heiko Distler, Bollener Dorfstr. 60 A (SPD), Ortsvorsteher Lars Gagelmann, Bollener Deich 19 A (CDU)
- 2001–2021 Ortsausschuss-Vorsitzender Bernd Junker, Bollener Dorfstr. 44 (SPD), Ortsvorsteher Heiko Distler, Bollener Dorfstr. 60 A (SPD). Beide wurden nach den Wahlen 2006, 2011 und 2016 in ihren Ämtern bestätigt.
- ab 2021   Ortsausschuss-Vorsitzender Herfried Meyer, Uphusen (SPD), Ortsvorsteher Marco Vagt, Bollener Dorfstr. 22 (CDU).

## Wirtschaft und Infrastruktur

### Verkehr
Obwohl Bollen zur Stadt Achim gehört, ist es auf öffentlichen Straßen nur über Bremen-Mahndorf zu erreichen.
Öffentlichen Nahverkehr gibt es nicht. Die nächste Bushalte-Stelle und der nächste Bahnhof finden sich im benachbarten Mahndorf. Bollen ist im Prinzip eine Sackgasse – mit Wendemöglichkeit. Seitdem der öffentliche Fährbetrieb über die Weser 1963 eingestellt wurde, gibt es keine Weserüberquerung mehr. Durchgangsverkehr ist nicht möglich.

#### Fähre
Als die Weser ungefähr im 16. Jahrhundert ihren Lauf änderte, wurden die Bollener Bauern von fast 120 ha ihres Landes abgetrennt. Um dieses Land – immerhin mehr als ein Fünftel der Gesamtfläche – weiter bewirtschaften zu können, betrieben sie eine Fähre. Diese Fähre wird bereits 1593 in einer Urkunde erwähnt. Der Amtmann von Thedinghausen war am 1. Oktober 1593 zum Hofgericht nach Bremen eingeladen worden und benutzte dabei die Fähre in Bollen. 1913 wurde auf der Bollener Seite direkt an der Weser ein neues Gast- und Fährhaus gebaut, später erhielt es den Namen „Strandhalle“. Dort wohnte der Fährmann, war nebenbei Hirte auf dem Bollener Esch und betrieb die Gastwirtschaft. Der öffentliche Fährverkehr wurde 1962 eingestellt. 1963 wurden die drei Häuser auf dem Esch als im Deichvorland liegend abgerissen. Einige Jahre nutzen die Bollener Bauern ihre Fähre noch bei Bedarf, bis sie dann 1972 endgültig verschrottet wurde. Die ehemaligen Bollener Ländereien auf der anderen Weserseite gehören politisch nicht zur Stadtgemeinde Achim.

#### Weserradweg
Bollen ist seit dem Jahr 2000 alternativer Bestandteil des Weserradweges. In der offiziellen Karte des Weserbundes führt der Weserradweg über die Uesener Brücke auf die andere Weserseite. Die „Alternative Wegführung“ führt über Bierden, Hilgenberg (Uphusen), Clüverswerder, Bollen, durch den Grummenstreek über den Deich nach Hemelingen.

### Der Bollener Esch
Als Bollener Esch wird im Wesentlichen das Deichvorland bezeichnet. Ausgehend vom Dorf befinden sich links der ehemaligen Fähr-Straße ca. 63 ha (629.655 m²), rechts der Straße ca. 10 ha (108.121 m²). Bis 1963 war der Esch besiedelt: Urkundlich wurde der Bollener Esch zum ersten Mal 1766 erwähnt. Ein entlassener Soldat gründete hier eine Anbauer-Stelle. 1861 gab es auf dem Bollener Esch fünf Wohngebäude mit 30 Personen, u. a. eine Hirtenfamilie. Der Hirte hütete das Vieh der Bollener Bauleute.
1962 gab es das Fährhaus, einen Bauernhof und ein Wohnhaus. Dieses Wohnhaus hat eine besondere wechselhafte Geschichte: 1892 wurde es als Zement-Platten-Dachfabrik von Johann Meinken gebaut. Nachdem die Produktion Ende der 1920er Jahre eingestellt worden war, übernahm der Achimer „Stahlhelm, Bund der Frontsoldaten“ 1932 das Gebäude und nutzte es als Wehrsportheim für seine Jugendorganisation, den Jungstahlhelm. Der Stahlhelm wurde 1935 durch die Nationalsozialisten aufgelöst. Ab 1938 wurde das Gebäude als Schullandheim für die Schule Osterholzer Heerstr. genutzt. Allerdings auch nur für kurze Zeit. Die Nationalsozialisten begannen den Weltkrieg und ab 1941 wurde hier auf dem Bollener Esch eine große Flak-Stellung zum Schutze Bremens errichtet. In der Spitze waren hier um den Jahreswechsel 1943/44 drei Flak-Batterien mit 21 Geschützen mit etwa 200 Flak-Soldaten stationiert. Noch heute stehen drei Betonsockel auf der Wiese, die Reste der Flak-Fundamente. Das Gebäude war von 1941 bis 1945 die Flak-Küche. Nach dem Krieg wurde es als Wohngebäude für zahlreiche Ausgebombte, Flüchtlinge und Vertriebene genutzt. 1963 wurden alle Häuser auf dem Esch als im Deichvorland liegend abgerissen.

### Schule
Von 1700 an ist in Bollen Schulunterricht nachweisbar, anfänglich noch in einer Gastwirtschaft. 1731 wird dann ein Schulgebäude gebaut. Bollen hatte immer eine einklassige Schule. Nach dem Zweiten Weltkrieg waren die Verhältnisse in der Schule dramatisch: 1939 gab es 14 Schüler (7 Mädchen, 7 Jungen), am 1. Februar 1949 waren es 68 Schüler (28 Mädchen, 40 Jungen). Am 30. November 1966 wurde die Schule geschlossen. Zu diesem Zeitpunkt gab es noch 16 Schüler (10 Mädchen, 6 Jungen). Die Grundschüler fahren seitdem ins Nachbardorf nach Uphusen und nach Beendigung der Grundschulzeit nach Achim.

### Landwirtschaft
Bollen war immer ein landwirtschaftlich geprägtes Dorf. Wie im ganzen Land haben sich die Schwerpunkte verschoben. Die Zahl der landwirtschaftlichen Betriebe hat abgenommen, die Menschen arbeiten nun überwiegend in Büros und Betrieben in Bremen und anderswo:
- 1948 gab es in Bollen noch 42 „bäuerliche Anwesen“.
- 1979 gab es drei Haupterwerbs- und fünf Nebenerwerbsbetriebe mit mehr als jeweils fünf Hektar Landfläche.
- 2013 gab es immer noch drei landwirtschaftliche Voll-Erwerbsbetriebe, wobei ein Landwirt seit November 2009 einen industriellen Schweinemastbetrieb und seit 2010 eine Biogas-Anlage betreibt, ein anderer seinen Betrieb durch eine Reithalle und zahlreiche Pferdeboxen ergänzt hat. Auf einer weiteren ehemaligen Baumann-Hofstelle wurde ebenfalls eine Reithalle gebaut und der Reitclub Buchenhof ins Leben gerufen. Es gibt noch einen landwirtschaftlichen Neben-Erwerbsbetrieb.

### Gewerbe und Viehzucht
Nach der Viehzählung von 1970 gab es in Bollen neun Pferde, davon gehörten dem Pferdezüchter Henry Tietjen sieben. Pferde spielten bereits 1970 in der Landwirtschaft keine Rolle mehr. 2013 gibt es in Bollen weit über 100 Pferde und zwei Reithallen.
Industrie gibt es in Bollen nicht. Von ca. 1861 bis ca. 1930 gab es phasenweise zwei Ziegeleien am Dorfrand. 1892 wird auf dem Bollener Esch eine Zement-Dachplatten-Fabrik gebaut. Zahlreiche Bollener Gebäude wurden mit Zement-Dachplatten aus dieser Fabrik gedeckt. Ende der 1920er Jahre wird die Produktion eingestellt. Noch heute gibt es in Bollen ein Wohnhaus und einige Stallgebäude mit den Zement-Dachplatten aus der damaligen Produktion. Auch in Uphusen kann man vereinzelt noch Gebäude mit den in Bollen hergestellten Zement-Dachplatten finden.

### Touristische Infrastruktur
In Bollen gibt es zwei Campingplätze. Einen weiteren Campingplatz – den Campingplatz „Boller Holz“ – gibt es auf der anderen Weserseite; er gehört zu Riede.

## Religion
Jahrhundertelang gehörte Bollen zum Kirchspiel Arbergen. Zum Kirchspiel Arbergen gehörten der Kirchenstandort Arbergen, Hemelingen, Mahndorf, Uphusen und Bollen. 1890 bekam Hemelingen eine eigene Kirche, 1965 Mahndorf. Seit 1965 gehören Mahndorf, Uphusen und Bollen zur Kirchengemeinde St. Nikolai in Mahndorf.